# Natalia Pacierpnik
Natalia Pacierpnik (Końskie, 14 de agosto de 1988) es una deportista polaca que compite en piragüismo en la modalidad de eslalon.
Ganó una medalla de bronce en el Campeonato Mundial de Piragüismo en Eslalon de 2022 y tres medallas en el Campeonato Europeo de Piragüismo en Eslalon entre los años 2010 y 2022.
Participó en dos Juegos Olímpicos de Verano, en los años 2012 y 2016, ocupando el séptimo lugar en Londres, en la prueba de K1 individual.

## Palmarés internacional
| Campeonato Mundial | Campeonato Mundial             | Campeonato Mundial | Campeonato Mundial |
| Año                | Lugar                          | Medalla            | Competición        |
| ------------------ | ------------------------------ | ------------------ | ------------------ |
| 2022               | Augsburgo (Alemania)           | Medalla de bronce  | K1 por equipos     |
| Campeonato Europeo |                                |                    |                    |
| Año                | Lugar                          | Medalla            | Competición        |
| 2010               | Bratislava (Eslovaquia)        | Medalla de plata   | K1 por equipos     |
| 2015               | Markkleeberg (Alemania)        | Medalla de plata   | K1 por equipos     |
| 2022               | Liptovský Mikuláš (Eslovaquia) | Medalla de bronce  | K1 por equipos     |